# Hidehito Ueda
Hidehito Ueda (植田秀仁?, Ueda Hidehito; Yamanashi, 3 novembre 1953 – 28 giugno 2015) è stato un regista di anime giapponese.
A volte è stato accreditato anche come Baku Tsuzuri.
Ha debuttato nel 1978 come regista dell'anime Kagaku Ninja tai Gatchaman 2 dello studio Tatsunoko. In seguito ha diretto numerose serie come Alpen Rose, A tutto gas, Il fantastico mondo di Paul, e film, come Lupin III - Tutti i tesori del mondo e Ken il guerriero - La leggenda di Julia.